# Lars S Johansson
Lars S Johansson, född 1944 i Stockholm, är en svensk målare numera bosatt i Uppsala.
Uppsala är den mest skildrade staden i hans konstnärskap. Lars S Johansson är känd för sina detaljrika målningar av framförallt historiska stadsmiljöer, men har även målat stilleben och naturmiljöer. Utställningar: Moraboden, Mora; Stadshuset och Postmuseum i Stockholm; Upplandsmuseet, Stadsbiblioteket och galleri Två Ramar, Uppsala, samt i svenskbygderna i USA. Lars S Johansson var även årets konstnär för Upsala Nya Tidnings konstkalender 2001.